# Isomyia nebulosa
Isomyia nebulosa är en tvåvingeart som först beskrevs av Townsend 1917.  Isomyia nebulosa ingår i släktet Isomyia och familjen Rhiniidae. Inga underarter finns listade i Catalogue of Life.